# Samuel Smith (1752–1839)
Samuel Smith (ur. 27 lipca 1752 w Carlisle, zm. 22 kwietnia 1839 w Baltimore) – amerykański polityk i żołnierz.

## Życiorys
Urodził się 27 lipca 1752 w Carlisle, lecz po ośmiu latach potem jego rodzina przeniosła się do Baltimore. Uczęszczał do prywatnych szkół i zajmował się kupiectwem. Wziął udział w amerykańskiej wojnie o niepodległość, w czasie której dosłużył się stopnia podpułkownika. W latach 1790–1792 zasiadał w legislaturze stanowej Marylandu, natomiast dwa lata później został awansowany na generała brygady milicji stanowej, gdyż istniało wówczas ryzyko wojny z Francją. Dowodził także stanowym kontyngentem podczas Whiskey Rebellion. W 1793 roku został członkiem Izby Reprezentantów, gdzie zasiadał przez pięć kadencji. W 1802 roku nie ubiegał się o reelekcję, natomiast wygrał wybory do Senatu, z ramienia Partii Demokratyczno-Republikańskiej. W czasie wojny z Wielką Brytanią brał udział w oblężeniu Baltimore. W latach 1805–1808 pełnił funkcję przewodniczącego pro tempore. W 1815 roku wygrał wybory uzupełniające do niższej izby Kongresu, które miały obsadzić wakat po rezygnacji Nicholasa Moore’a i zasiadał tam do czasu rezygnacji w roku 1822. Wówczas ponownie wybrano go do izby wyższej, gdzie miał zająć miejsce zmarłego Williama Pinkneya. Mandat senatora sprawował do 1833 roku, a w latach 1828–1831 ponownie był przewodniczącym pro tempore. Dwa lata po zakończeniu kadencji został wybrany burmistrzem Baltimore, którym był przez trzy lata. Zmarł 22 kwietnia 1839 w Baltimore.